# Triathlon ai Giochi della XXVII Olimpiade
Il triathlon fa il suo debutto come disciplina olimpica a Sydney (Australia).

## Podi

### Uomini
| Evento                   | Oro             | Perform.    | Argento          | Perform.    | Bronzo     | Perform.    |
| Gara maschile (dettagli) | Simon Whitfield | 1h48'24.02" | Stephan Vuckovic | 1h48'37.58" | Jan Řehula | 1h48'46.64" |

### Donne
| Evento                    | Oro              | Perform.    | Argento         | Perform.    | Bronzo         | Perform.    |
| Gara femminile (dettagli) | Brigitte McMahon | 2h00'40.52" | Michellie Jones | 2h00'42.55" | Magali Messmer | 2h01'08.83" |

## Medagliere
| Pos.   | Paese     | Oro | Argento | Bronzo | Totale |
| ------ | --------- | --- | ------- | ------ | ------ |
| 1      | Svizzera  | 1   | 0       | 1      | 2      |
| 2      | Canada    | 1   | 0       | 0      | 1      |
| 3      | Australia | 0   | 1       | 0      | 1      |
| 3      | Germania  | 0   | 1       | 0      | 1      |
| 5      | Rep. Ceca | 0   | 0       | 1      | 1      |
| Totale | Totale    | 2   | 2       | 2      | 6      |